# Stanislaus Zbyszko
Stanislaus Zbyszko (Jodłowa, 1 de abril de 1879 – St. Joseph, 23 de setembro de 1967) foi um lutador de luta profissional e atleta de força (strongman) áustrio-húngaro radicado nos Estados Unidos durante a década de 1920. Participou com destaque do filme Night and the City de 1950, dirigido por Jules Dassin

## Títulos e prêmios
- Professional Wrestling Hall of Fame introduzido em 2003

- Wrestling Observer Newsletter awards Classe de 1996

Outros títulos
- - World Heavyweight Championship (Original) (duas vezes)